# Рекке, Элиза фон дер
Элиза фон дер Рекке, Елизавета Шарлотта фон дер Рекке (нем. Elisa von der Recke, Elisabeth Charlotte Constanze von der Recke, 20 мая 1754, поместье Шёнберг, Курляндия (ныне Скайсткалне, Латвия) — 13 апреля 1833, Дрезден) — немецкая (курляндская) писательница и поэтесса.

## Биография
Дочь представителей старого курляндского дворянства — Иоганна Фридриха фон Медема и его первой жены Луизы Доротеи фон Корф (ок.1730-1758). (Её предок — Конрад фон Мандерн (фон Медем), был гроссмейстером Ливонского Ордена (1263—1266) и вероятно основателем замка Митау (1265 г.) Сестра Доротеи, герцогини Курляндской.
О прекрасных сестрах фон Медем говорили во всей Курляндии, называя их не иначе как «прекрасная Доротея и умная Элиза». «Герцог Петр Бирон даровал Медемам графский титул. Отец герцогини Анны Иоганн Фридрих фон Медем в 1753 году приобрел Элейское поместье, где семья и жила долгое время. На месте поместья в 1806—1810 годах построен был Элейский Дворец, который прославился как сокровищница выдающихся произведений искусства. Роду графов Медем принадлежали замки в Вилце, Элее, Вецауце и Ремте, поместье „Стукмани“ и построенная в 1818 году в стиле классицизма загородная графская резиденция Villa Medem в Елгаве. Известно, что в 1919 году представители рода Медемов покинули Латвию и обосновались на юге Франции».
После смерти своей матери 4-летняя Элиза оказалась на руках своей ревностно религиозной бабушки, главной заботой которой оказалось воспитание в ребёнке манер. После детства, с его тяжелой дисциплиной и обидами от кузенов, одиннадцатилетняя Элиза вернулась в дом своего отца, под опеку его третьей жены Агнес фон Брюкен, где воспитывалась в строгом аристократическом духе.

### Брак
В 1771 году вышла замуж за камергера барона Георга фон дер Рекке (нем. Georg Peter Magnus von der Recke), бывшего прусского офицера и богатого родственника своей мачехи. «В 1776 года уехала от мужа в Митаву, вместе со своей, родившейся в 1773 г. дочерью Фредерикой. В январе 1777 г. умерла её дочь, а в 1778 г. она потеряла своего горячо любимого брата, с которым вместе воспитывалась: все это сильно повлияло на молодую женщину, развило в ней наклонность к мистицизму и возбудило страстный интерес ко всему необъяснимому и сверхъестественному». В этот период она познакомилась с Алессандро Калиостро, который приезжал в Митаву. Позже её мистицизм значительно ослабел.
Затем Элиза поселилась при дворе своей сестры герцогини. В 1781 году формально развелась с мужем, а в 1784 году отправилась в путешествие за границу вместе с писательницей Софией Беккер. В феврале 1786 года вернулась в Митаву, где высшее общество находилось в возбуждении после аферы Калиостро — Гальсбандской истории.

### Дальнейшая жизнь
Mit tausendfacher Schöne

 begrüsst der Lenz die Flur:

 O hört die frohen Töne

 der jubelnden Natur!

 Das Leben in den Teichen,

 das Schwirren in der Luft!

 Und was ist zu vergleichen

 dir, milder Frühlingsduft?

 Das Saatgewühl der Felder,

 die lebensvolle Au,

 das Laub der Schattenwälder,

 besprengt vom Morgentau!
В 1783 году появились в печати её песни. В 1787 году опубликовала свою первую книгу с разоблачениями Калиостро «Описание пребывания в Митаве известного Калиостра на 1779 год и произведенных им тамо магических действий, собранное Шарлотою Елисаветою Констанциею фон дер Реке», которая произвела большое впечатление на европейцев и нанесла сильный удар по авантюристу. Она познакомилась с Гёте, Шиллером, Виландом, Гердером и другими европейскими деятелями.
С 1788 г. по 1796 г. Элиза жила в Митаве и за границей. «За этот промежуток времени она три раза съездила со своей сестрой, герцогиней Курляндской Доротеей в Варшаву и два раза посетила с ней же Карлсбад, останавливаясь по дороге в больших городах Германии, поддерживая старые знакомства и заводя новые». После присоединения Курляндии к России написала письмо императрице Екатерине, которая пригласила её в Петербург и подарила ей поместье Пфальцграфен в Курляндии. Проведя там несколько лет, Элиза уехала к своей сестре, поселившейся в Лёбихау и сделавшей его «прибежищем муз».
C 1798 года жила почти исключительно в Дрездене, где с 1804 года начался её роман с поэтом Кристофом Августом Тидге. Их отношения носили религиозно-сентименталистский характер, они пели хоралы Иоганна Готлиба Наумана. Вместе они совершили путешествие по Италии.
«Последние десять лет своей жизни она провела почти безвыездно в Дрездене, живя уже не такой шумной и блестящей жизнью, как в дни своей молодости, но до конца её жизни дом её был открыт для всех образованных людей, которые пожелали бы её посетить; курляндцы же, проезжая через Саксонию, считали своим долгом заехать к Рекке и всегда встречали у неё радушный прием».
В Дрездене её посетил Вильгельм Кюхельбекер и описал в своих «Отрывках из путешествия»: «Элиза фон дер Реке, урождённая графиня Медем, величественная, высокая женщина, она некогда была из первых красавиц в Европе; ныне, на 65-м году жизни, Элиза ещё пленяет своею добротою, своим умом, своим воображением, — фон дер Реке была другом славнейших особ, обессмертивших последние годы Екатеринина века: великая императрица уважала и любила её, уважала особенно, потому что ненавидела гибельное суеверие, которое Каглиостро и подобные обманщики начали распространять уже в последние два десятилетия минувшего века» В салоне Элизы поэт Тидге встречал многих русских путешественников (в особенности тесными стали дружеские связи Тидге с Жуковским и А. И. Тургеневым во время пребывания их в Дрездене в 1826—1827 гг.) и поэтому стал переводчиком русской лирики.

## Произведения
- Nachricht von des berühmten Cagliostro Aufenthalt in Mitau im Jahre 1779 und dessen magischen Operationen, 1787
- Johann Lorenz Blessig (Hrsg.): Leben des Grafen Johann Friedrich von Medem nebst seinem Briefwechsel hauptsächlich mit der Frau Kammerherrinn von der Recke, seiner Schwester, 1792 (Digitalisat)
- Familien=Scenen oder Entwickelungen auf dem Masquenballe, ca. 1794, published in 1826 (Digitalisat)
- Über Naumann, den guten Menschen und großen Künstler, article in Neuen Deutschen Merkur, 1803

Опубликованные посмертно:
- Geistliche Lieder, Gebete und religiöse Betrachtungen, Teubner, Leipzig 1841
- Elisa von der Recke. Band 1. Aufzeichnungen und Briefe aus ihren Jugendtagen, hrsg. von Paul Rachel, 2. Auflage 1902
- Elisa von der Recke. Band 2. Tagebücher und Briefe aus ihren Wanderjahren, hrsg. von Paul Rachel, 1902
- Herzensgeschichten einer baltischen Edelfrau. Erinnerungen und Briefe, Lutz, Stuttgart 1921
- Tagebücher und Selbstzeugnisse, hrsg. v. Christine Träger, Köhler und Amelang, Leipzig / Beck, München 1984, ISBN 3-406-30196-7